# Взаємодія ланцюгів
Взаємодія ланцюгів (рос. взаимодействие цепей, англ. chain interaction) — термін стосується механізму взаємодії активних центрів ланцюгових процесів. При взаємодії двох активних центрів розрізняють такі випадки:
- — позитивна взаємодія — утворення кількох (більше двох) активних центрів;
- — негативна взаємодія — обрив ланцюгів (квадратичний обрив ланцюгів).